# مجي
مجي (بالإنجليزية: MEJJI)‏ هي جماعة قروية تابعة لإقليم الصويرة ضمن جهة مراكش - تانسيفت - الحوز بالمغرب. بلغ مجموع عدد سكان  مجي حسب إحصاءات 2004 حوالي 7029 نسمة يعيشون في 1229 أسرة.